# Hautes Plaines

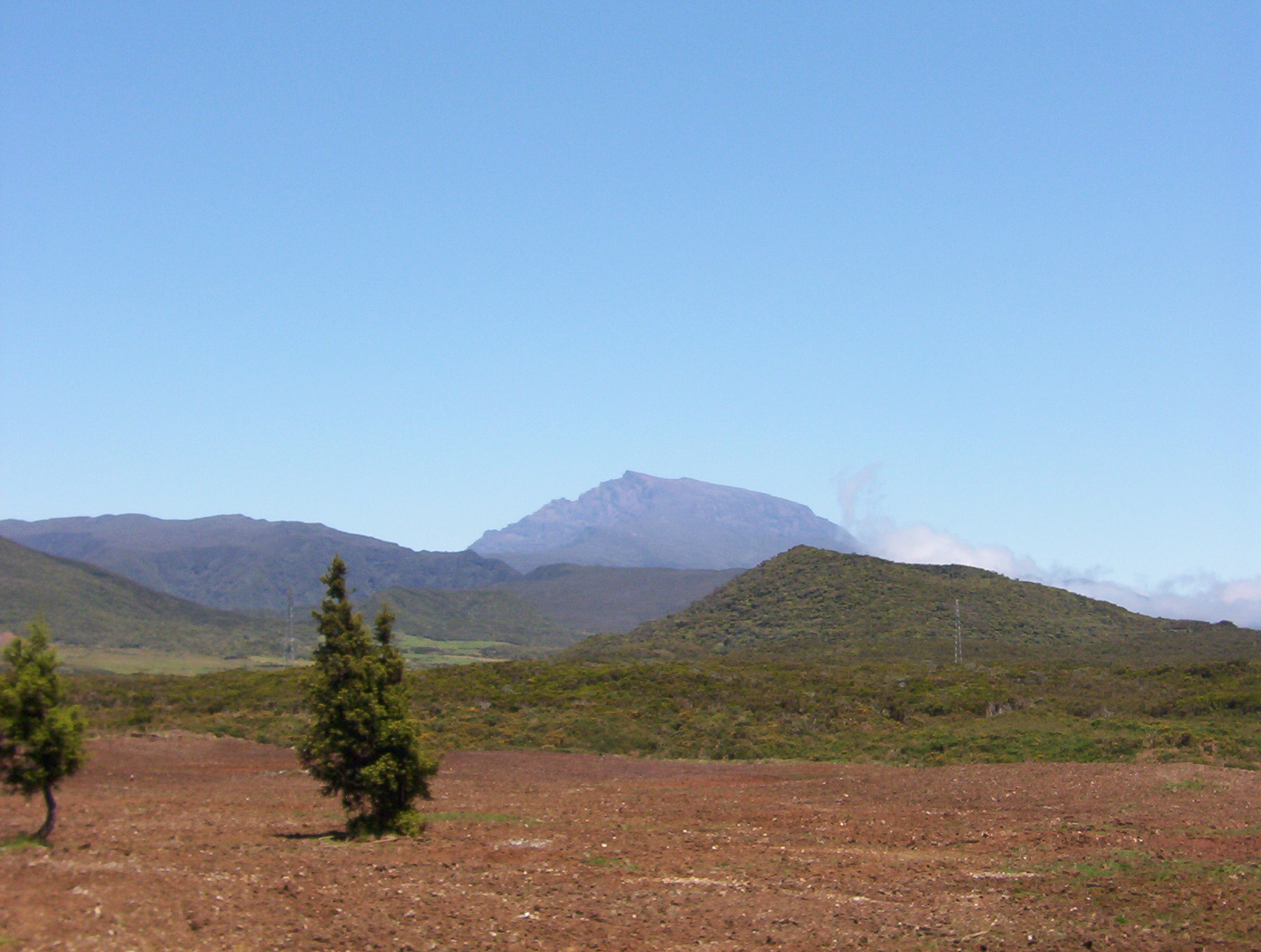
Le piton des Neiges vu depuis la plaine des Cafres.

Les Hautes Plaines sont des plateaux de l'île de La Réunion. Ils se sont constitués grâce à l'érosion entre le massif du Piton des Neiges et le massif du Piton de la Fournaise. Elles recouvrent la commune de La Plaine-des-Palmistes, la région de la plaine des Cafres ainsi que toute la zone qui court jusqu'à la plaine des Sables. En ce sens, elles constituent la partie centrale des Hauts de La Réunion.